# Vele Polje
Vele Polje (izvirno srbsko Веле Поље) je naselje v Srbiji, ki upravno spada pod Občino Niš; slednja pa je del Niškega upravnega okraja.

## Demografija
V naselju živi 462 polnoletnih prebivalcev, pri čemer je njihova povprečna starost 50,2 let (49,2 pri moških in 51,1 pri ženskah). Naselje ima 192 gospodinjstev, pri čemer je povprečno število članov na gospodinjstvo 2,79.
To naselje je, glede na rezultate popisa iz leta 2002, večinoma srbsko, a v času zadnjih treh popisov je opazno zmanjšanje števila prebivalcev.
|  |

| Demografija | Demografija     | Demografija     |
| Leto        | Št. prebivalcev | Št. prebivalcev |
| ----------- | --------------- | --------------- |
|             |                 |                 |
|             |                 |                 |
|             |                 |                 |
|             |                 |                 |
| 1948        | 1072            |                 |
| 1953        | 1120            |                 |
| 1961        | 1143            |                 |
| 1971        | 512             |                 |
| 1981        | 770             |                 |
| 1991        | 652             | 652             |
| 2002        | 546             | 537             |
|             |                 |                 |

| Etnična sestava po popisu iz leta 2002 | Etnična sestava po popisu iz leta 2002 | Etnična sestava po popisu iz leta 2002 | Etnična sestava po popisu iz leta 2002 | Etnična sestava po popisu iz leta 2002 |
| -------------------------------------- | -------------------------------------- | -------------------------------------- | -------------------------------------- | -------------------------------------- |
| Srbi                                   | Srbi                                   |                                        | 525                                    | 97,76%                                 |
| Romi                                   | Romi                                   |                                        | 6                                      | 1,11%                                  |
| Črnogorci                              | Črnogorci                              |                                        | 1                                      | 0,18%                                  |
| Nemci                                  | Nemci                                  |                                        | 1                                      | 0,18%                                  |
| Bolgari                                | Bolgari                                |                                        | 1                                      | 0,18%                                  |
| Neznano                                | Neznano                                |                                        | 1                                      | 0,18%                                  |